# 苏镝坷
苏镝坷（2001年—），四川成都人，中国传媒大学学生、摄影师、作家、哔哩哔哩up主，亦为中国国家重点科研项目野外研究员和航拍中国卫星导演。

## 个人经历
2001年苏镝坷出生于四川省成都市。幼时便喜欢上了摄影，小学二年级时苏镝坷偶然看见由风云二号卫星拍摄的气象云图，被其吸引，开始拍摄天气现象。三四年级时自学了气象知识，画气象图玩。亦在此时其于网络上观摩国外追风者拍摄的视频。
2011年，苏镝坷随家迁往杭州定居，此时苏镝坷在父亲的熏陶下开始系统性学习拍摄，并参与“台风论坛”的讨论。2014年，其偶然看见国际新闻摄影大赛上展出的超强台风海燕的图片，以及杭州的地理位置，令其对气象的痴迷更深。2019年夏苏镝坷自高中毕业。
苏镝坷高中毕业时，正赶上超强台风利奇马自浙江温岭登陆，苏镝坷便拉着父亲前往上海市金山区、奉贤区海边拍摄台风画面。不久台风米娜来袭，苏镝坷又前往记录。
2019年夏季，苏镝坷进入中国传媒大学学习摄影。自2021年始，苏镝坷参与追击了两次登陆的2021年第六号台风烟花、2022年在广东登陆的第三号台风暹芭、2022年第十二号台风梅花（亦为两次登陆）等台风，还追击了其他上百个天气系统。截至2024年11月12日其哔哩哔哩账号已达33.6万关注。

## 作品一览
- 纪录片《风暴之下》[8]，2022年在意大利米兰首映[9]，获得罗马短片电影节“最佳纪录短片奖”[10][來源可靠？]。
- 《我站在风暴中心》[11]，于2023年由机械工业出版社出版[12]。